# Austrofestuca
Austrofestuca és un gènere de plantes de la família de les poàcies, ordre de les poals, subclasse de les commelínides, classe de les liliòpsides, divisió dels magnoliofitins.
És un sinònim del gènere Poa.

## Taxonomia
- Austrofestuca eriopoda (Vickery) S.W.L. Jacobs
- Austrofestuca hookeriana (F. Muell. ex Hook. f.) S.W.L. Jacobs
- Austrofestuca littoralis (Labill.) E.B. Alexeev
- Austrofestuca pubinervis (Vickery) B.K. Simon